# Carnaval de Quebec
El Carnaval de Invierno de Quebec o simplemente Carnaval de Quebec es un festival de la ciudad de Quebec. El Carnaval de Quebec ha sido realizado desde 1894 y de forma interrumpida desde 1955. Desde ese mismo año hizo su aparición Bonhomme, la mascota del festival.
Cerca de un millón de personas asistieron a la versión llevada a cabo en 2006 haciéndolo uno de los festivales de invierno más grandes del mundo.

## Actividades y atracciones
Las atracciones más importantes de este festival de invierno son los desfiles nocturnos y la carrera de canoas de hielo. Para la ocasión y el desfile, la ciudad alta es decorada con luces y esculturas de hielo.
Varias fiestas públicas y privadas, así como espectáculos y actividades son realizadas a través de la ciudad, algunas de ellas al exterior bajo un frío intenso.

## Carreras y torneos
Se han llevado a cabo carreras y torneos, algunos como parte integral del programa oficial del evento, mientras que otros se han desarrollado en paralelo. Entre otros:
- La carrera de trineos en la que jínetes y caballos participan a modo individual y dobles sobre las Llanuras de Abraham.
- La carrera de canoas de hielo sobre el Río San Lorenzo.
- El Torneo Internacional Pee-Wee de Hockey de Quebec (aunque desde 1977 oficialmente ya no es parte del programa del carnaval).
- La Copa Mundial de Snowboard (tampoco hace parte del programa oficial del carnaval).

## Galería de imágenes

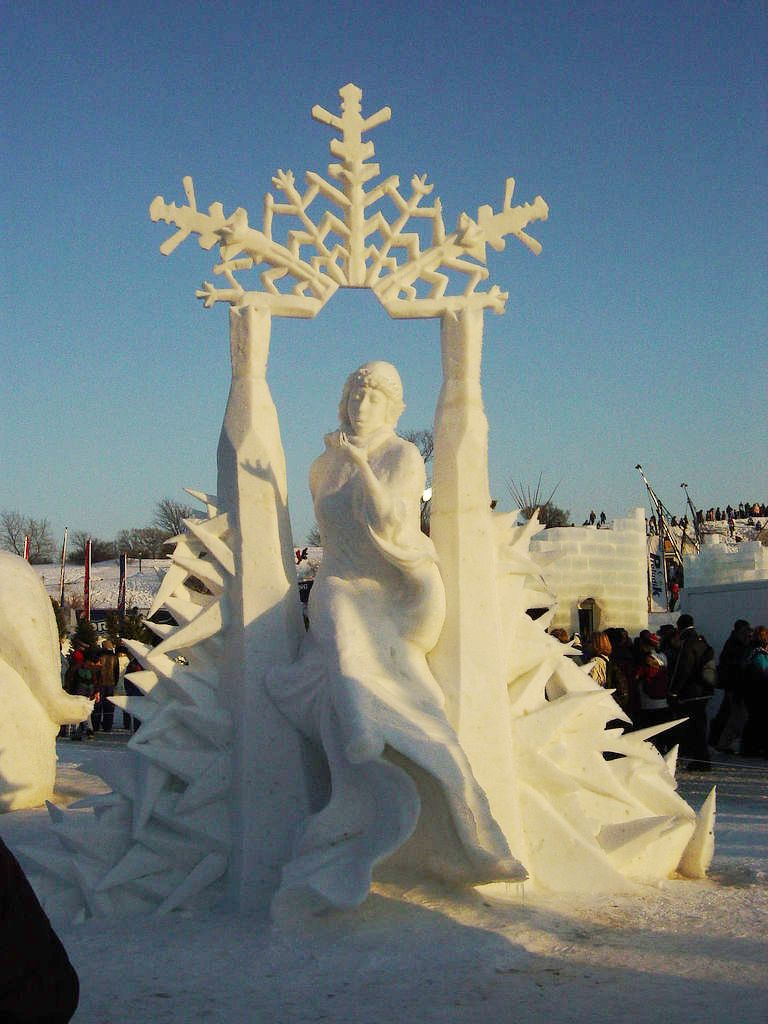
Escultura de hielo (2005)
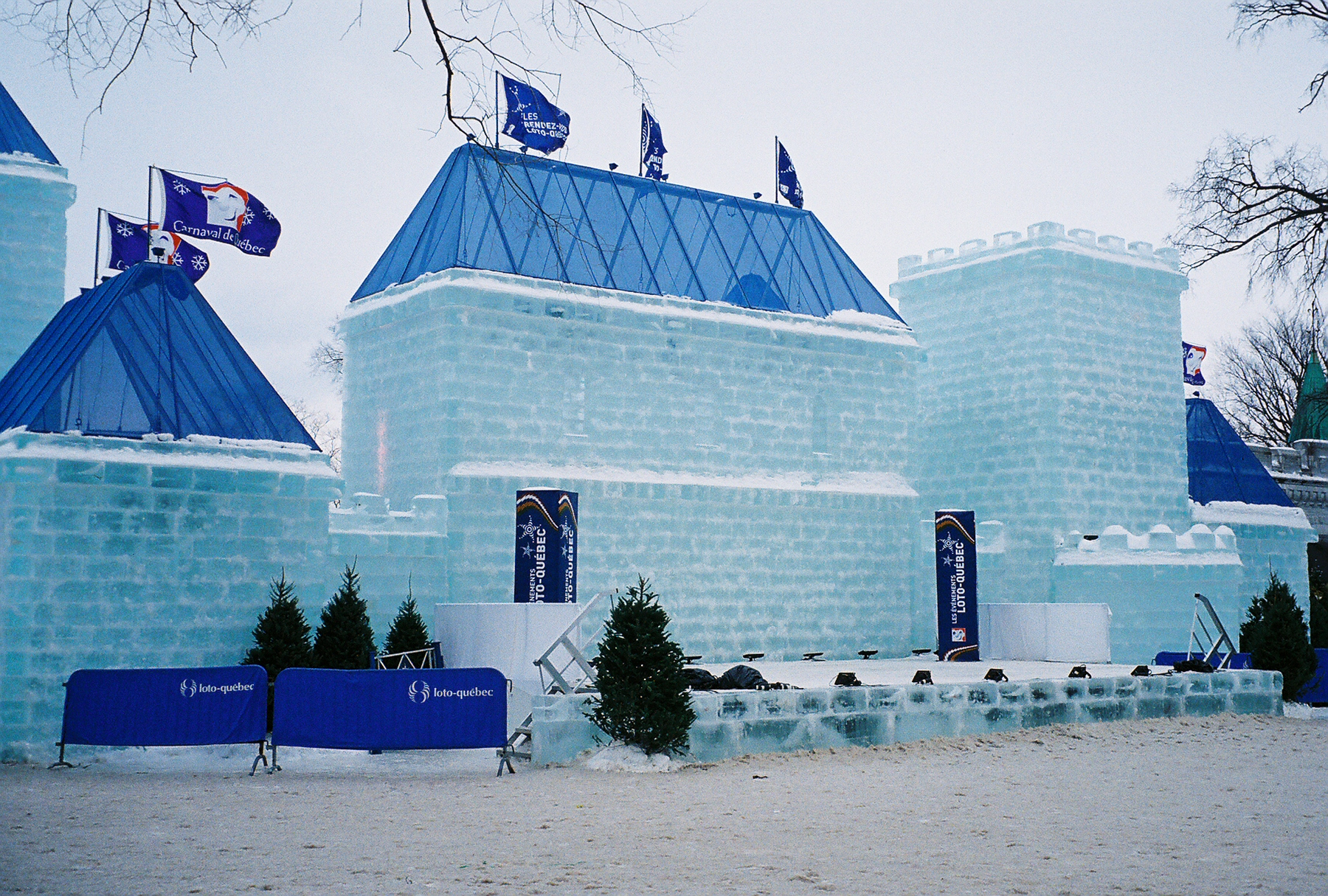
Palacio de hielo (2009)
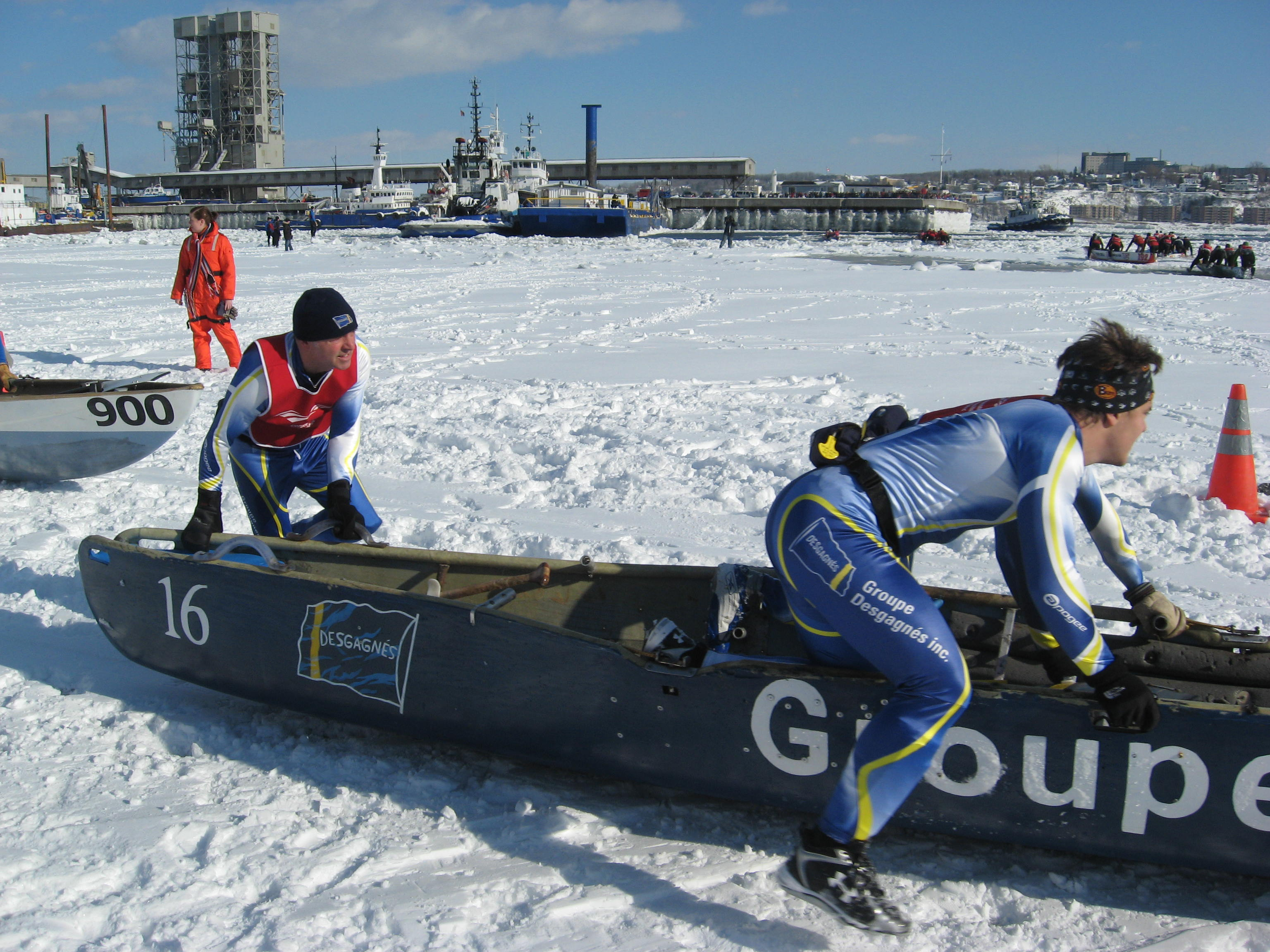
Carrera de canoas (2011)
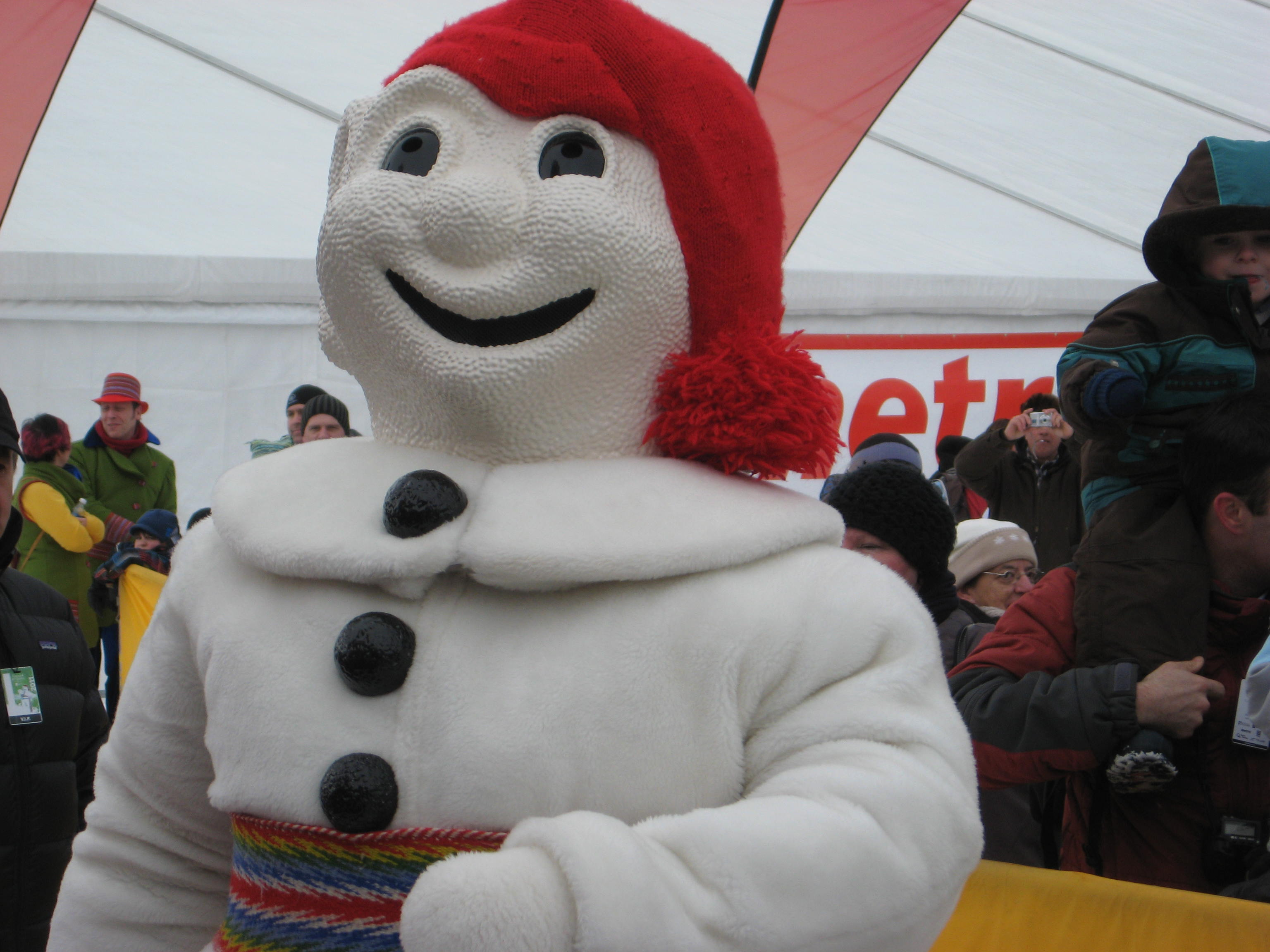
Bonhomme Carnaval (2011)
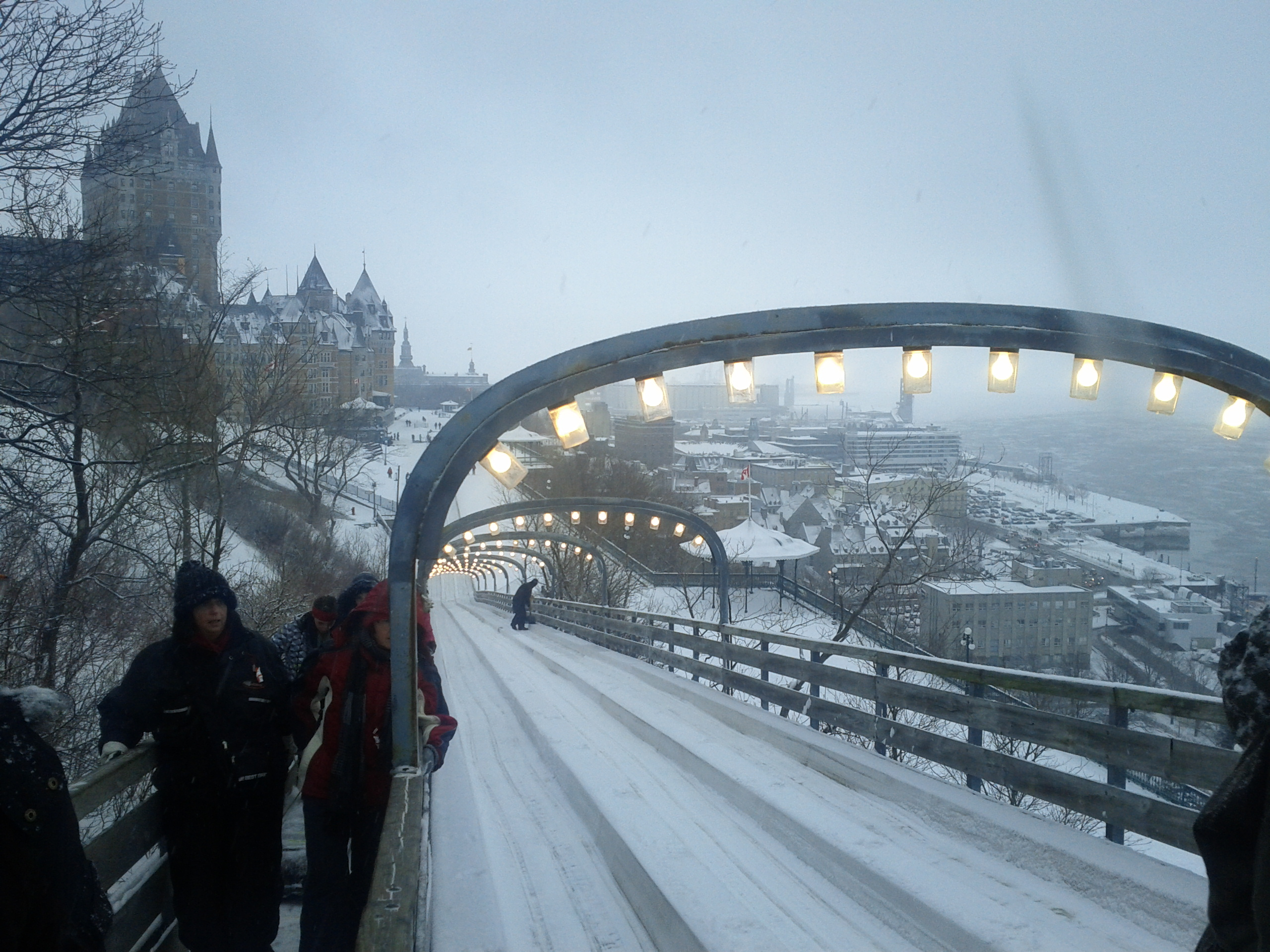
Tobogán en Terrasse-Dufferin
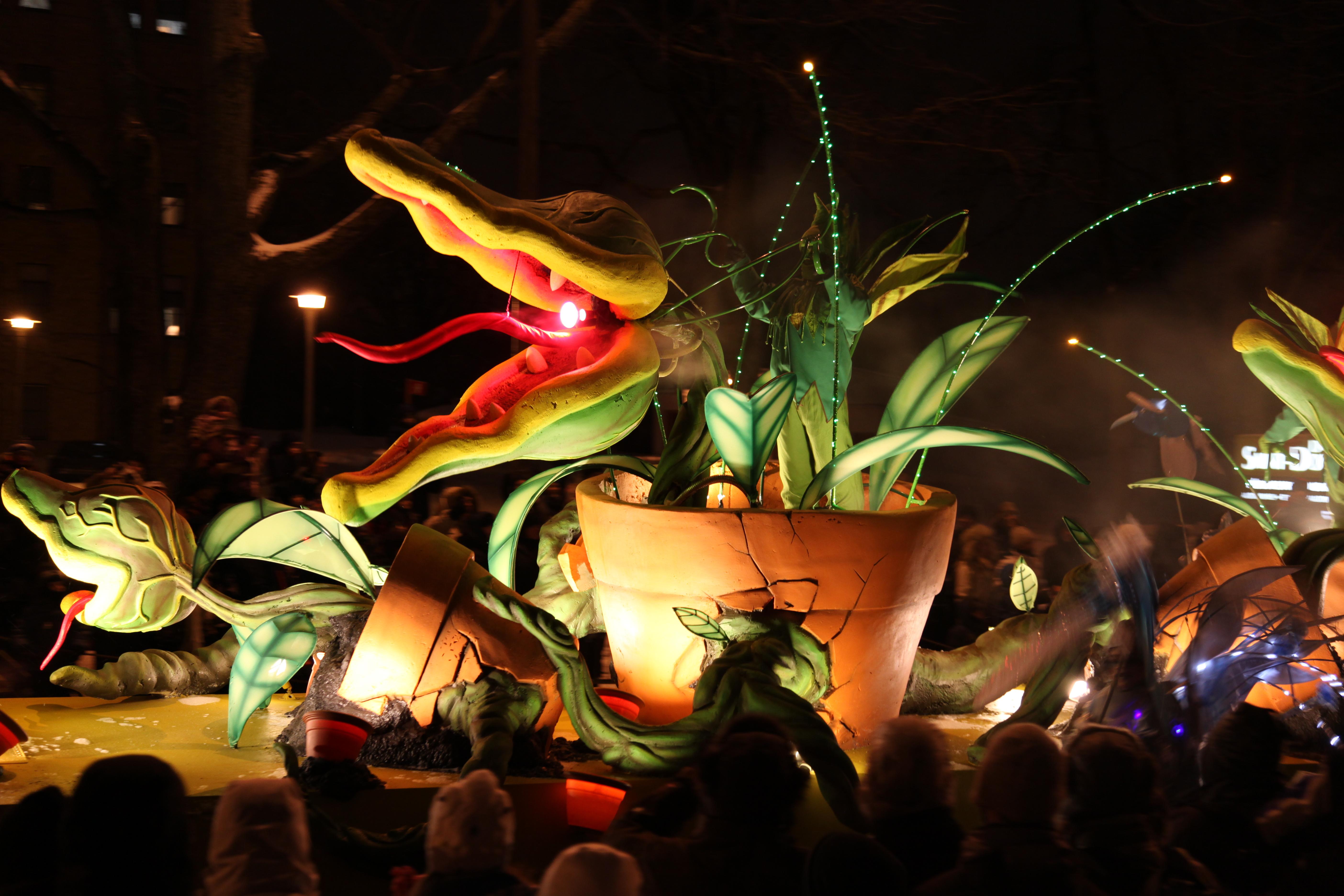
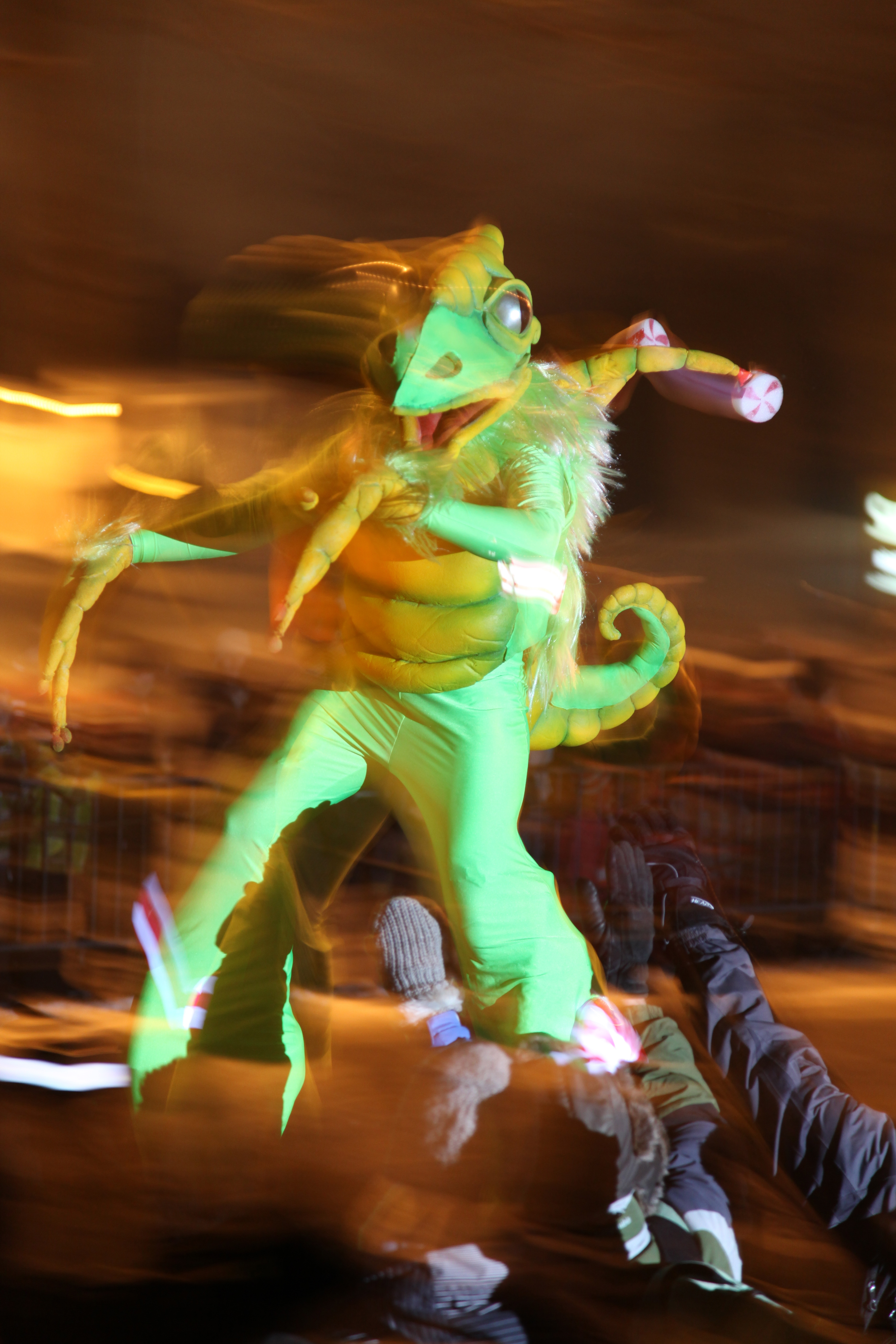